# Liste der Naturdenkmale in Homburg
Die Liste der Naturdenkmale in Homburg nennt die auf dem Gebiet der Stadt Homburg im Saarpfalz-Kreis im Saarland gelegenen Naturdenkmale.

## Naturdenkmale
| Bild                          | Bezeichnung              | Ort                                                   | Beschreibung | Art | Nr.                            |
| ----------------------------- | ------------------------ | ----------------------------------------------------- | --- | --- | ------------------------------ |
| mehr Fotos \| Fotos hochladen | Schlossberghöhlen        | Homburg 49° 19′ 14″ N, 7° 20′ 33,9″ O)                | 2004 gelöscht. |     | ND-290-SPK-HOM (ex: D 6.02.01) |
| BW                            | Gebrannte Eiche          | Homburg 49° 19′ 15,1″ N, 7° 22′ 31,9″ O)              | 2004 gelöscht. |     | ND-291-SPK-HOM (ex: D 6.02.02) |
| BW                            | "Stummer Gipfel"         | Homburg 49° 19′ 31″ N, 7° 22′ 12,3″ O)                | Schlossberg |     | ND-292-SPK-HOM (ex: D 6.02.03) |
| BW                            | Winterlinde Beeden       | Homburg 49° 18′ 5,2″ N, 7° 19′ 9,3″ O)                | 1999 gelöscht. |     | ND-293-SPK-HOM (ex: D 6.02.04) |
| BW                            | Winterlinden Reiskirchen | Homburg 49° 21′ 18,8″ N, 7° 19′ 21,6″ O)              | 1999 gelöscht. |     | ND-294-SPK-HOM (ex: D 6.02.05) |
| BW                            | Winterlinde Sanddorf     | Homburg 49° 20′ 2,5″ N, 7° 22′ 6,4″ O)                | 1995 gelöscht. |     | ND-295-SPK-HOM (ex: D 6.02.06) |
| mehr Fotos \| Fotos hochladen | Schlangenhöhle           | Homburg Schwarzenacker 49° 16′ 50″ N, 7° 19′ 18,2″ O) | Fledermausquartier. Vorkommen vom Großen Mausohr (Myotis myotis), Braunen Langohr (Plecotus auritus), Wasserfledermaus (Myotisdaubentoni) und Kleiner Bartfledermaus (Myotismystacinus) sind belegt. |     | ND-296-SPK-HOM (ex: D 6.02.07) |